# Tillandsia helmutii
Tillandsia helmutii là một loài thuộc chi Tillandsia. Đây là loài đặc hữu của Bolivia.